# ヨハン・ボタ
- ヨハン・ボータ

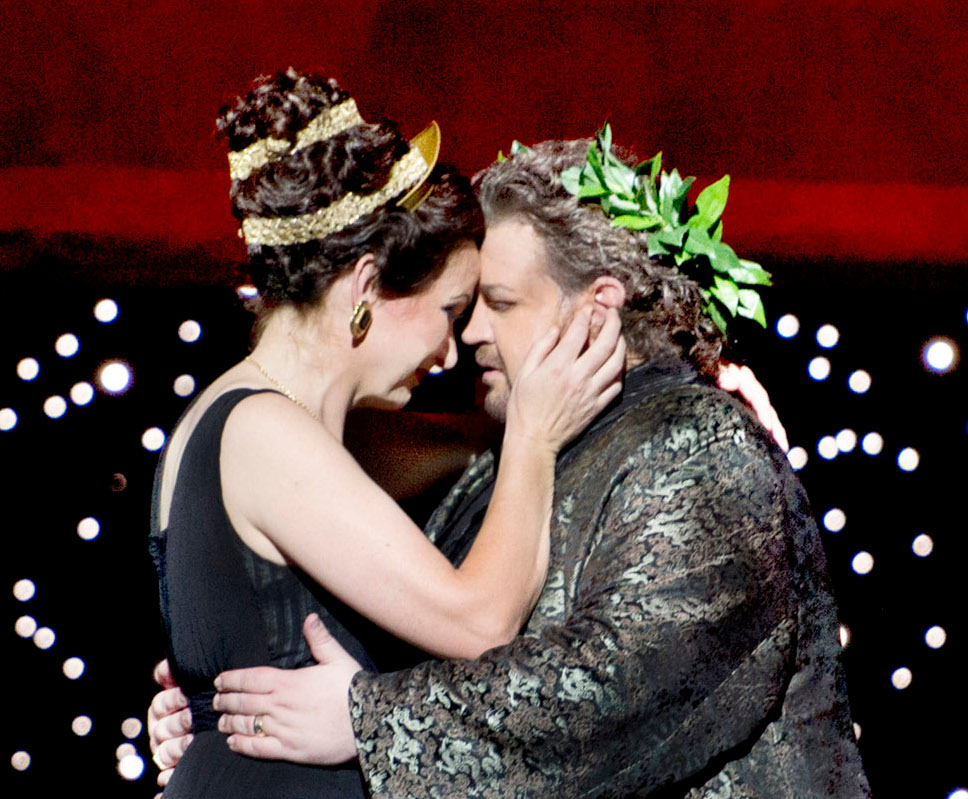
ヨハン・ボタ(右）

ヨハン・ボタ（Johan Botha, 1965年8月19日 - 2016年9月8日）は、南アフリカ出身のテノール歌手。

## 来歴
ルステンブルクの郵便局長の家に生まれる。幼時より父親の収集した古いレコードを聴いて歌に親しむ。10歳から17歳までジャーミラ・テレンガーに声楽を学んだ後、兵役で2年間空軍に所属し、軍の合唱団で歌った。兵役が終わった後、エリック・ミュラーに学んでテノール歌手としての才能を認められる。1990年にヨーロッパに留学し、1993年にパリのオペラ・バスティーユでジャコモ・プッチーニの《蝶々夫人》のピンカートン役を歌って注目を集め、ミラノのスカラ座、ベルリン・コーミッシェ・オーパー、ハンブルク国立歌劇場などに出演するようになった。1996年からウィーンに住んでウィーン国立歌劇場に出演するようになり、2003年には同歌劇場から宮廷歌手の称号を得た。1998年にはオーストリア国籍を取得している。
癌のためにウィーンで死去。